# 山本彰
山本 彰（やまもと あきら、1958年 - ）は、日本の実業家、日本ピストンリング株式会社元代表取締役社長。

## 人物・経歴
1958年、栃木県生まれ。立教大学経済学部卒業。1981年4月、日本ピストンリング株式会社入社。2002年10月、管理センター長、2004年4月、執行役員製造本部生産管理部長、2006年6月取締役。2013年6月、代表取締役社長。